# سیارک ۲۲۱۴۲
سیارک ۲۲۱۴۲ (به انگلیسی: 22142 Loripryor، نامگذاری:2000VC37) بیست و دو هزار و صد و چهل و دومین سیارک کشف شده‌است که در ۱ نوامبر ۲۰۰۰ کشف شد.
قدر مطلق سیارک برابر ۹.۳ است.